# Imperiul Braziliei
Imperiul Braziliei a fost o entitate politică care cuprindea Brazilia de azi care a fost condusă de împăratul Pedro I și de fiul acestuia Pedro II. Fondat în 1822, imperiul a fost înlocuit cu republica federală pe 15 noiembrie 1889.

## Scurt istoric
Ca urmare a invaziei napoleoniene din Portugalia, familia regală portugheză Braganzas (portugheză: os Braganças), a plecat în exil în Brazilia, cea mai importantă colonie portugheză. Ceea ce a urmat a fost de fapt o perioadă în care Brazilia a devenit capitala Regatului Unit al Portugaliei, Braziliei și Algarves, un statut cu totul nou, bucurându-se și de auto-guvernare sub dinastia Braganza, fără nicio referire la autoritățile de la Lisabona. Aceasta a nutrit o antipatie pentru ideea de a reveni la status quo ante prin scăderea influenței în Portugalia a lui Napoleon Bonaparte. Prin urmare, Brazilia a ajuns să fie independentă de Portugalia, deși era sub conducerea unui membru al familiei regale portugheze.